# Layton Mystery Tanteisha: Katori no Nazotoki File
Layton Mystery Tanteisha: Katori no Nazotoki. File (Japonés: レイトン ミステリー探偵社 ～カトリーのナゾトキファイル～ Hepburn: Reiton Misuterī Tantei-sha ~Katorī no Nazotoki Fairu~, lit. "Layton Mystery Detective Agency: Kat's Mystery Solving Files") Es una serie de anime producida por Liden Films. Se centra en los personajes del videojuego de 2017 de Level-5, El misterioso viaje de Layton: Katrielle y la conspiración de los millonarios,  parte de la franquicia de El Profesor Layton. La serie comenzó a transmitirse en Adventure Sunday de Fuji TV el 8 de abril de 2018 y finalizó el 31 de marzo de 2019. El 20 de marzo de 2018, se transmitió una adaptación de manga de Hori Oritoka.

## Trama
Después de los eventos del prólogo El misterioso viaje de Layton: Katrielle y la conspiración de los millonarios, la serie continua con Katrielle Layton, hija del profesor Hershel Layton, quien creó la "Agencia de Detectives Layton" junto a su asistente, Ernest Greeves, y Sherl, un perro que habla. Juntos, asumen todo tipo de peticiones para resolver misteriosos casos que preocupan a sus compañeros británicos.

## Personajes
Kana Hanazawa como Katrielle Layton - Una joven detective extravagante y entusiasta que intenta resolver cualquier caso, sin importar lo extraño que sea.
Jūrōta Kosugi como Sherlo / Sherl - Un perrito parlante adoptado por Katrielle, que solo lo pueden entender unos pocos elegidos.
Kyōsuke Ikeda como Noah Montoir / Ernest Greeves - El dedicado asistente de la agencia y ligeramente enamorado de Katrielle.
Yōhei Tadano como Darjeeling Aspoirot / Ercule Hastings - Un detective de policía que a menudo solicita la ayuda de Katrielle.
Hibiku Yamamura como Geraldine Royer / Emiliana Perfetti - Perfil de la policía y rival de investigación de Katrielle.
Kōichi Yamadera como el profesor Hershel Layton - Un legendario arqueólogo que resuelve acertijos y padre de Katrielle, quien desapareció misteriosamente cuando era una niña.
Sōma Saitō como Luke Triton - El fiel asistente del profesor de hace varios años.

## Producción
La serie se reveló oficialmente por primera vez en diciembre de 2017, luego de que después se anunciara de que un anime de El Professor Layton estaba en producción. La serie está compuesta de 50 episodios y ha sido producida por Liden Films, dirigida por Susumu Mitsunaka, con la dirección del creador Akihiro Hino, la música a mano del incondicional Tomohito Nishiura, y el diseño de personajes por Yoko Takada, basado en los diseños originales de Takuzō Nagano. La serie comenzó a transmitirse en Japón como parte de la programación de Adventure Sunday de Fuji TV el 8 de abril de 2018. Además, Bomanbridge Media tiene derechos de distribución de la serie en otros territorios asiáticos. El tema de apertura de la primera mitad de la serie es "Change!" (チェ ン ジ っ！ Chenji!) por Kana Adachi, y el tema final, "Daijoubu" (大丈夫, "It'll Be Alright") por Kana Hanazawa. A partir del episodio 26, los temas de apertura y final fueron reemplazados con "blooming" (ブ ル ー ミ ū ū burūmingu) por Rei Yasuda y "Ashita mo, Sekai wa Mawarukara" (明日も、世界は回るから。, "Tomorrow, the World Will Turn") por J ☆ Dee'Z, respectivamente.
El 20 de marzo de 2018, se publicó una adaptación de manga de la serie de Hori Oritoka, en la revista de shōjo mensual de Shogakukan, Ciao. 
La serie presenta adaptaciones de los doce casos del juego original lanzado por Level-5, El misterioso viaje de Layton: Katrielle y la conspiración de los millonarios, junto con una gran cantidad de misterios independientes,originales y una historia completamente nueva con los protagonistas de la serie, el profesor Hershel Layton y Luke Triton. Muchos episodios rinden homenaje a diversos medios populares, incluyendo títulos como Misión imposible, y Bayside Shakedown.